# Bonnetia venulosa
Bonnetia venulosa är en tvåhjärtbladig växtart som beskrevs av Carl Friedrich Philipp von Martius och Zucc.. Bonnetia venulosa ingår i släktet Bonnetia och familjen Bonnetiaceae. Inga underarter finns listade i Catalogue of Life.